# جيوفري سيمبسون
جيوفري سيمبسون (بالإنجليزية: Geoffrey Simpson)‏ هو مصور سينمائي أسترالي، ولد في القرن العشرين في أديلايد في أستراليا.

## وصلات خارجية
- جيوفري سيمبسون على موقع IMDb (الإنجليزية)
- جيوفري سيمبسون على موقع قاعدة بيانات الأفلام العربية
- جيوفري سيمبسون على موقع ألو سيني (الفرنسية)
- جيوفري سيمبسون على موقع أول موفي (الإنجليزية)
- جيوفري سيمبسون على موقع قاعدة بيانات الأفلام السويدية (السويدية)
- جيوفري سيمبسون على موقع قاعدة بيانات الفيلم (الإنجليزية)
- جيوفري سيمبسون على موقع كينوبويسك (الروسية)